# ميشال جونشيري
ميشال جونشيري (3 يناير 1990 بأوستند في بلجيكا - ) هو لاعب كرة قدم بلجيكي في مركز الوسط. لعب مع أوستينده وزولته فاريجيم.

## روابط خارجية
- ميشال جونشيري على موقع قاعدة بيانات كرة القدم.إي يو (الإنجليزية)
- ميشال جونشيري على موقع Soccerway.com (الإنجليزية)